# Ochrotrichia brayi
Ochrotrichia brayi är en nattsländeart som beskrevs av Oliver S. Flint Jr. 1968. Ochrotrichia brayi ingår i släktet Ochrotrichia och familjen smånattsländor. Inga underarter finns listade i Catalogue of Life.